# Marie Dénarnaud
Marie Dénarnaud (1874-1953) fue compañera desde los 18 años y confidente durante toda su vida del sacerdote francés Bérenger Saunière; fue su empleada y gobernanta. Es una de las protagonistas indiscutibles de las leyendas surgidas en torno a la localidad francesa de Rennes-le-Chateau.
Bérenger Saunière, antes de morir, transfiró la totalidad de sus riqueza a Marie Dénarnaud, quien en 32 años había compartido su vida y sus secretos. 
Después de la muerte de su amo, Marie siguió viviendo cómodamente en la Villa Bethania hasta 1946. Al terminar la Segunda Guerra Mundial, el gobierno francés puso en circulación una nueva moneda. Con el objetivo de atrapar a los evasores de impuestos, a los colaboracionistas y a los que habían sacado provecho de la guerra, los ciudadanos franceses, al cambiar francos viejos por francos nuevos, estaban obligados a explicar la procedencia de su dinero. Ante la perspectiva de tener que dar explicaciones, Marie eligió la pobreza. Fue vista en el jardín de la villa quemando inmensos fajos de billetes de francos viejos.
El 29 de enero de 1953, Marie, como antes le ocurriera a su amo, sufrió una apoplejía súbita e inesperada, y quedó postrada en su lecho de muerte.